# لام (عمارة)

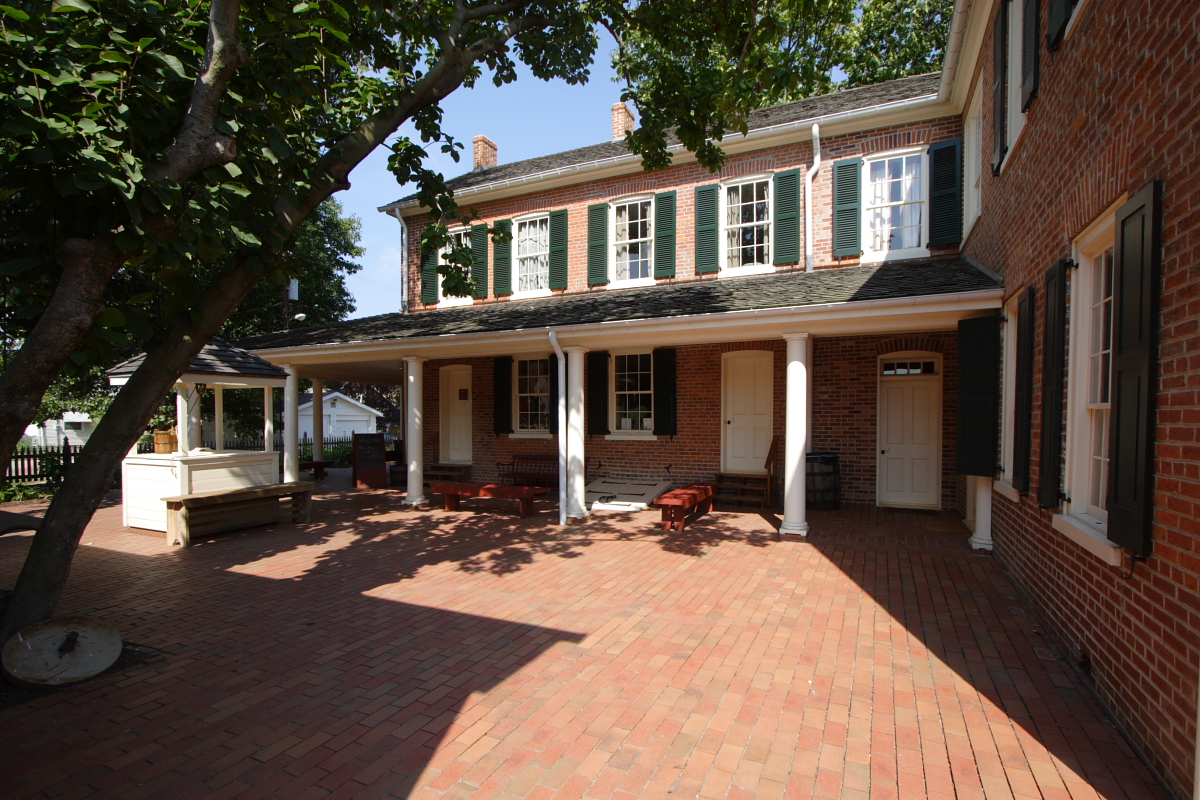

اللام أو الجناح اللامي في الهندسة المعمارية هو امتدادٌ لمبنى على زوايا قائمة من أحد أطرافة.